# Freund Allers

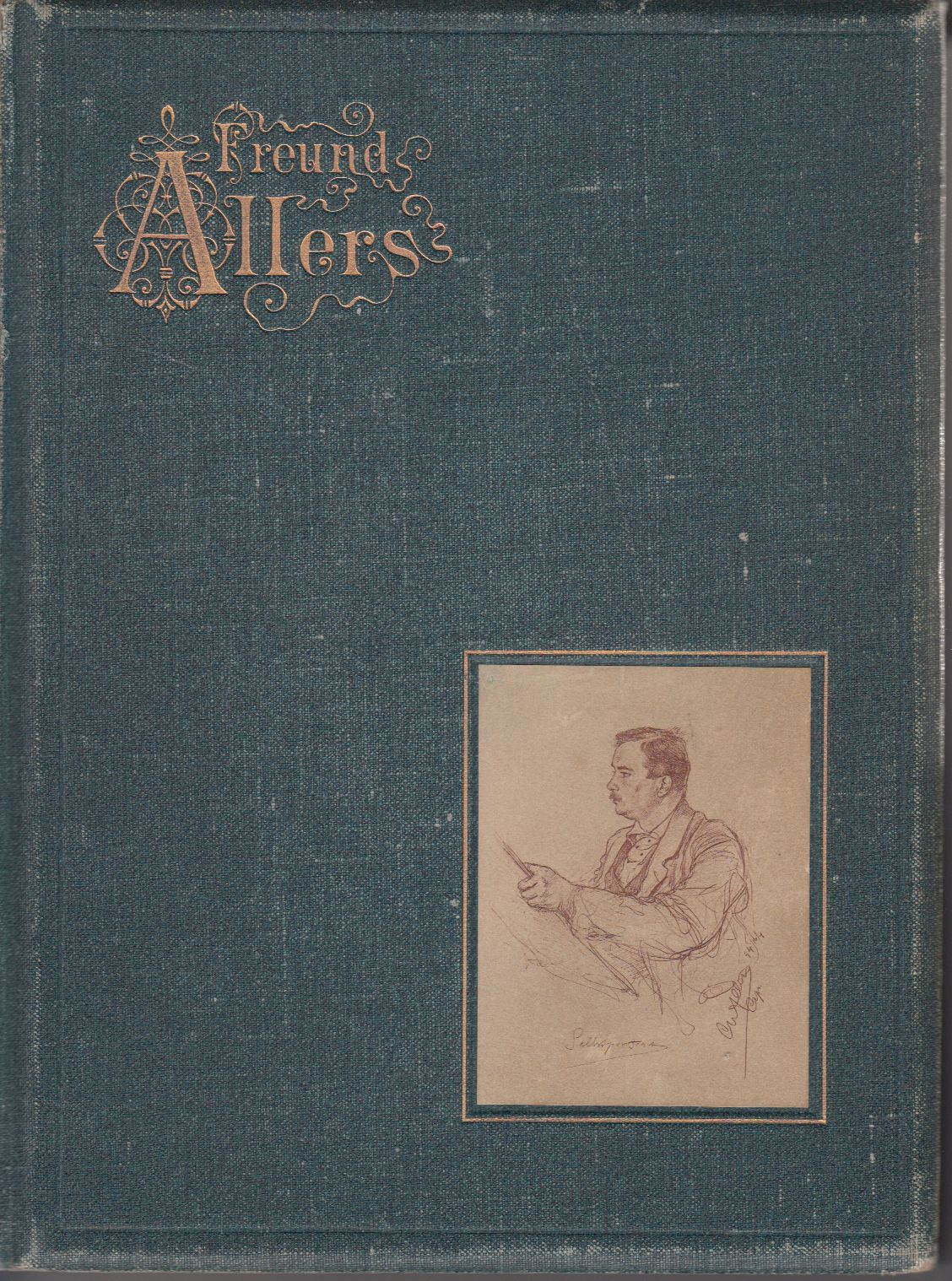
Titelbild

Freund Allers – Ein Künstlerleben ist eine 1894 erschienene Biografie über den Zeichner Christian Wilhelm Allers von Dr. Alexander Olinda (Pseudonym des Philologen, Schriftstellers und Redakteurs Reinhold Schmidt, 1838–1909) mit etwa 400 Zeichnungen von C.W. Allers, das eine wesentliche Quelle zum Leben von C.W. Allers darstellt. Auch enthält es Porträts vieler damals prominenter Personen.

## Autor
Dr. phil. Alexander Olinda (Realname: Reinhold Christian Alexander Schmidt) war ein langjähriger Bekannter von C.W. Allers' Eltern in Hamburg, wo er als Chefredakteur für die Hamburger Nachrichten arbeitete. Er freundete sich mit C.W. Allers an und begleitete diesen auf mehreren Reisen. Später ging Olinda nach Neustadt an der Haardt zur Neuen Bürgerzeitung und danach nach Straßburg zur Straßburger Bürgerzeitung. Als sich Allers im Jahr 1893 eine Villa auf Capri erbauen ließ, schrieb Olinda dort dessen Biografie Freund Allers mit Unterstützung von Allers. Romane von ihm waren Die weiße Rose, Im Herzen Zentralamerikas, Die Tochter der Zarin, Ein moderner Catilina.
Sein Pseudonym wählte er nach der brasilianischen Stadt Olinda.

## Buchdaten
Freund Allers erschien zu Weihnachten 1894 in der Union Deutsche Verlagsgesellschaft zum Preis von 20 Mark im Format 18 × 24 cm mit rotem Farbschnitt und 1,3 kg Gewicht. Das Titelbild enthält ein Selbstporträt von C.W. Allers, das ihn beim Zeichnen zeigt.

## Inhalt
Das Buch ist chronologisch gegliedert in 16 Kapitel auf 366 Seiten, wobei sich die ersten zwei Drittel des Buches (die ersten elf Kapitel) auf die Zeit beziehen, als Allers noch kein bekannter Künstler war. Handeln die ersten Kapitel entsprechend in Hamburg oder Brackede, geht es später nach Karlsruhe, Kiel und in die ganze Welt.
Freund Allers enthält Zeichnungen von Allers aus den Werken La bella Napoli, Backschisch, Unsere Marine, The Mikado sowie etliche ansonsten nicht veröffentlichte Werke.

## Galerie

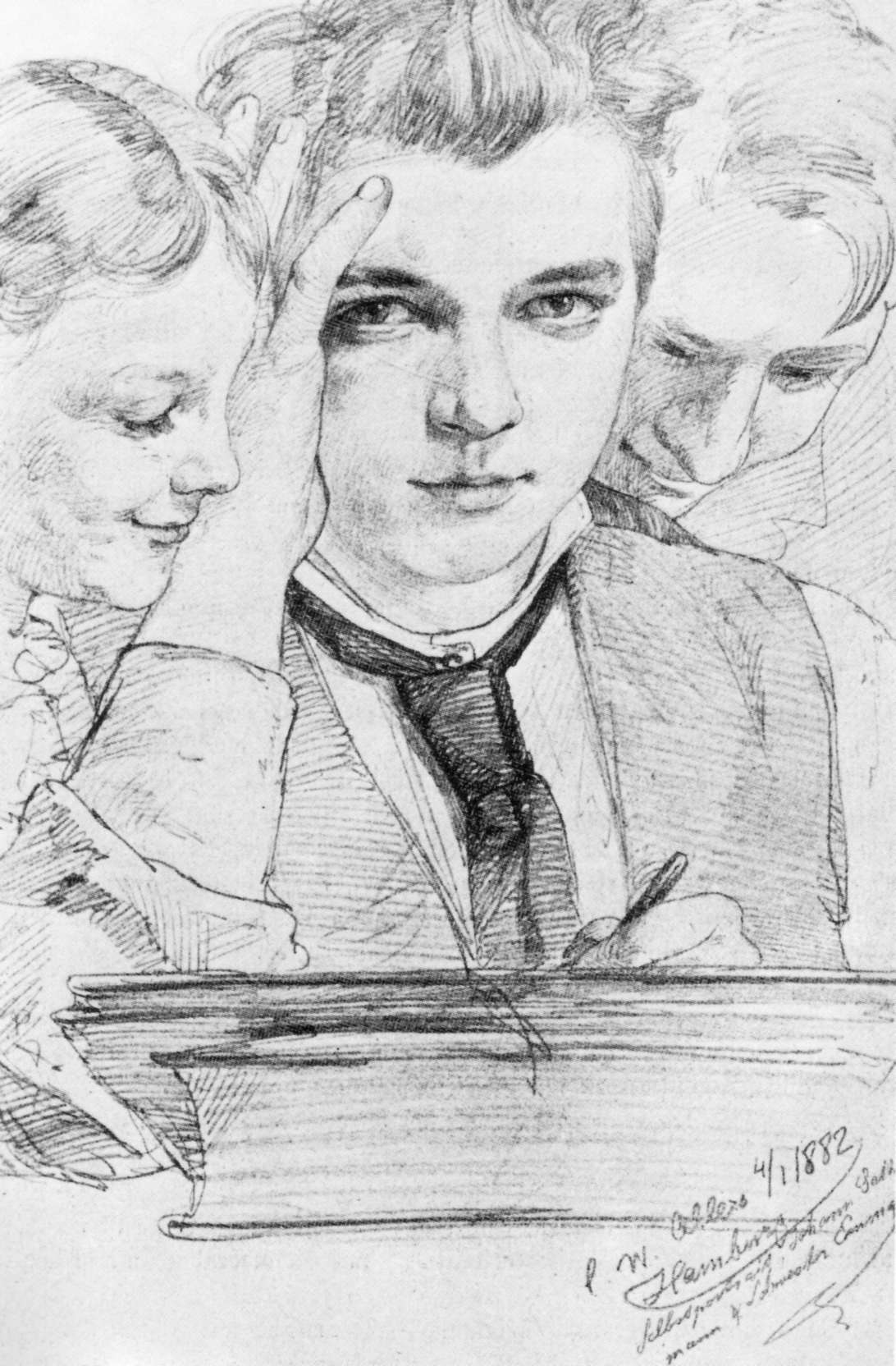
C.W. Allers Selbstporträt, 1882
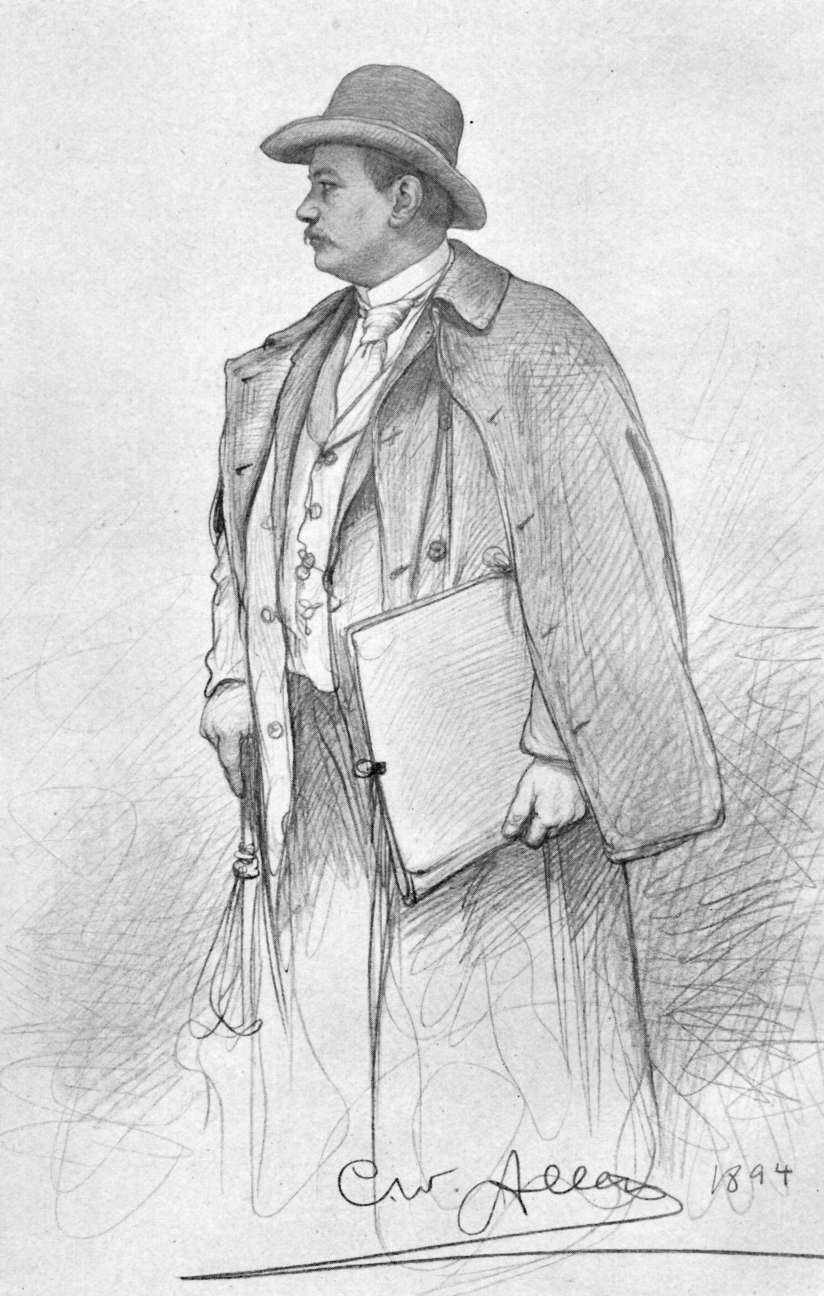
C.W. Allers Selbstporträt, 1894
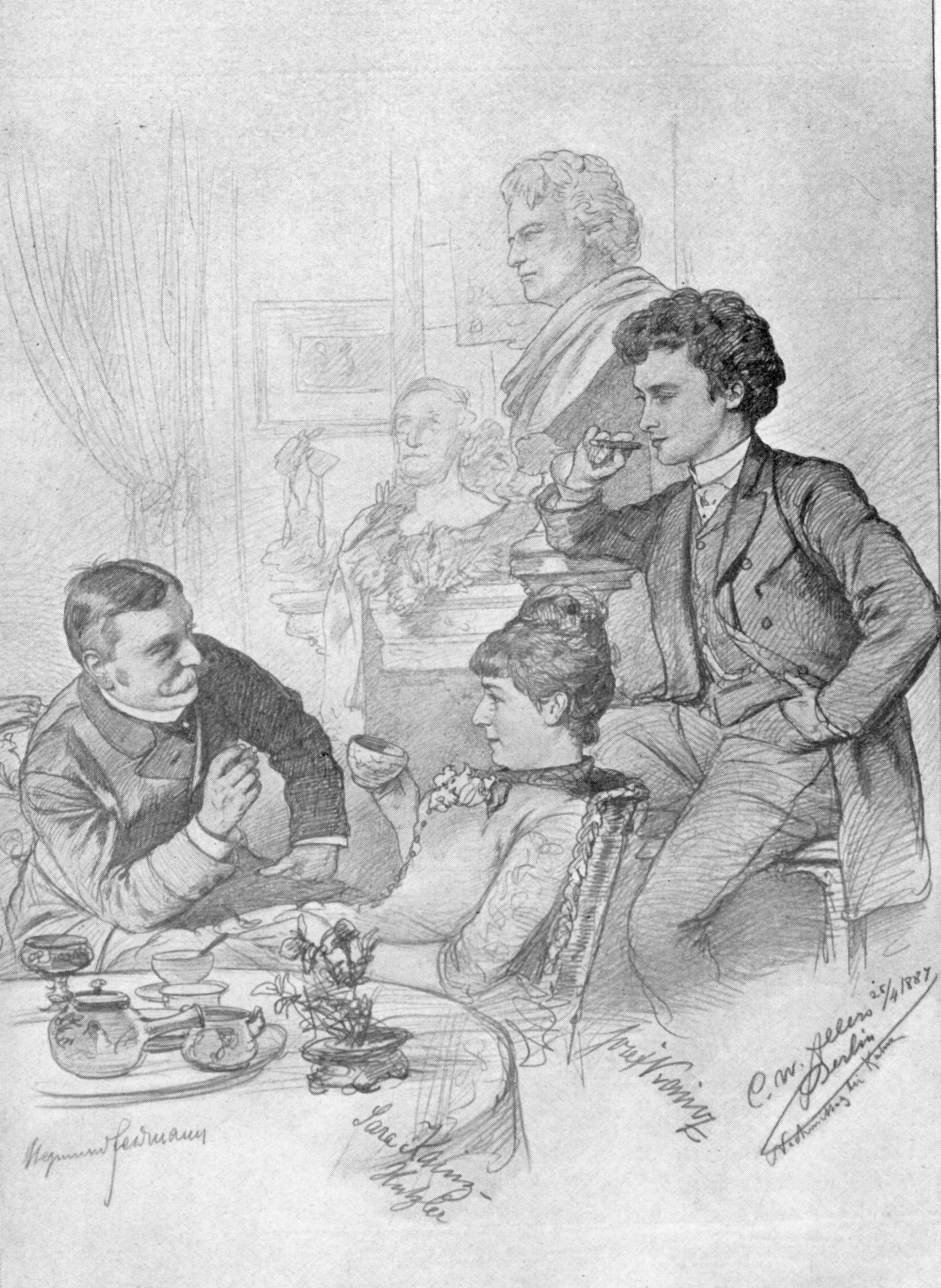
Nachmittagskaffee bei Josef Kainz, 1889
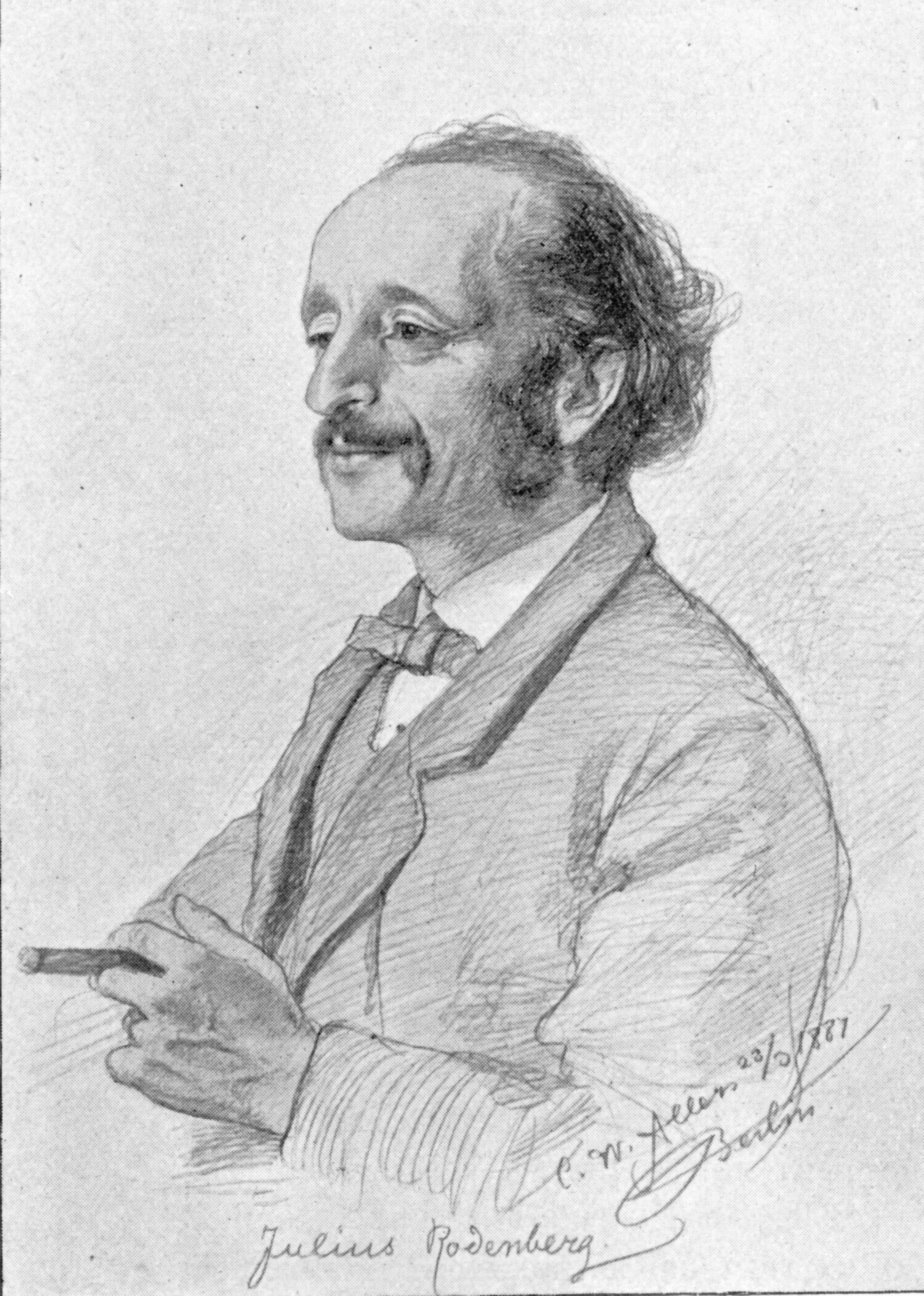
Julius Rodenberg, 1889